# Primera División Femenina de Hockey Hierba 2020-21
La Primera División Femenina de Hockey Hierba 2020-21 es la temporada 2020-21 de la Primera División Femenina de hockey hierba. La disputan nueve equipos que se enfrentan en una liga regular todos contra todos.

## Equipos
| Equipo                                 | Localidad                  | Estadio                               |
| -------------------------------------- | -------------------------- | ------------------------------------- |
| At. Terrassa B                         | Tarrasa                    | Estadio de Hockey Josep Marquès       |
| CD Terrassa B                          | Tarrasa                    | Les Pedritxes                         |
| Club de Campo B                        | Madrid                     | Club de Campo                         |
| Real Sociedad B                        | San Sebastián              | Campo de Hockey Bera Bera             |
| SPV Complutense B                      | San Sebastián de los Reyes |                                       |
| Club Hockey Pozuelo                    | Pozuelo de Alarcón         |                                       |
| Club de Hockey San Fernando            | San Fernando               | Campo municipal de hockey Pablo Negre |
| FC Barcelona                           | Barcelona                  |                                       |
| Linia 22 Hockey Club                   | Tarrasa                    |                                       |
| Castelldefels Hockey Club              | Castelldefels              | Campo deportivo municipal Via Fèrria  |
| Real Club Jolaseta                     | Guecho                     | Jolaseta                              |
| Real Sociedad de Tenis de la Magdalena | Santander                  | Ruth Beitia                           |

## Clasificación
| | Equipo                     | J  | G | E | P  | GF | GC | DG  | Puntos |
| --- | -------------------------- | -- | - | - | -- | -- | -- | --- | ------ |
| 1 | Club de Campo B            | 16 | 9 | 6 | 1  | 35 | 18 | 17  | 33     |
| 2 | FC Barcelona               | 16 | 8 | 5 | 3  | 25 | 14 | 11  | 29     |
| 3 | Linia 22 H. C. Stern Motor | 16 | 7 | 6 | 3  | 28 | 21 | 7   | 27     |
| 4 | Club Hockey Pozuelo        | 16 | 7 | 6 | 3  | 26 | 20 | 6   | 27     |
| 5 | Real Sociedad B            | 16 | 7 | 3 | 6  | 17 | 17 | 0   | 24     |
| 6 | At. Terrassa B             | 16 | 7 | 2 | 7  | 19 | 11 | 8   | 23     |
| 7 | SPV Complutense B          | 16 | 5 | 5 | 6  | 18 | 18 | 0   | 20     |
| 8 | Castelldefels Hockey Club  | 16 | 4 | 1 | 11 | 14 | 36 | -22 | 13     |
| 9 | CD Terrassa B              | 16 | 1 | 0 | 15 | 6  | 33 | -27 | 3      |
| Fuente: Federación Española de Hockey: Clasificación de la Primera División Femenina de hockey sobre hierba; actualización automática |                            |    |   |   |    |    |    |     |        |